# MV Island Star
MV Island Star - statek rejsowy należący do Royal Caribbean Cruises Ltd., wybudowany w 1990 w stoczni Meyer Werft w Papenburgu jako MV Horizon dla Celebrity Cruises. W roku 2005 został sprzedany Island Cruises i przemianowany na Island Star. Od 2009 własność Pullmantour Cruises. Ma 12 pokładów, 5 restauracji i 7 klubów.